# Alessandro Gazzi
Alessandro Gazzi (Treviso, 28 de janeiro de 1983) é um futebolista profissional italiano que atua como defensor.

## Carreira
Alessandro Gazzi começou a carreira no Treviso.